# Рамадани, Агим
Агим Рамадани (алб. Agim Ramadani; 3 мая 1964, Жегра, Гнилане — апрель 1999, Кошаре) — солдат Армии освобождения Косова (АОК), известный своим участием в битве за Кошаре. Герой Республики Косово.
Он считался одним из лучших учеников в своей стране, учился в Высшей технической школе в Гнилане и Военной академии связи в Загребе, Хорватия. Рамадани занимался поэзией и живописью во время обучения, его стихи были опубликованы в литературных журналах, а его картины демонстрировались на хорватских выставках. Он был военным в Хорватии, жил в Швейцарии в качестве политического эмигранта после начала войны. В 1998 году Рамадани стал почетным членом Европейской академии искусств.
Хоть он был иммигрантом в Швейцарии, в 1998 году Агим Рамадани присоединился к Армии освобождения Косова (АОК), оставив троих детей и жену в Швейцарии.
Главная улица в Приштине названа в честь Рамадани.